# Brisbane International 2013
Brisbane International 2013 - тенісний турнір ATP і WTA, що проходив на відкритих кортах з твердим покриттям у Брисбені (Квінсленд). Це був 5-й турнір. Відбувся з 30 грудня 2012 до 6 січня 2013 року.

## Очки і призові

### Нарахування очок
| Дисципліна                 | П   | Ф   | ПФ  | ЧФ  | 1/8 | 1/16 | Q   | Q3  | Q2  | Q1  |
| Одиночний розряд, чоловіки | 250 | 150 | 90  | 45  | 20  | 0    | 12  | 6   | 0   | 0   |
| Парний розряд, чоловіки    | 250 | 150 | 90  | 45  | 0   | Н/Д  | Н/Д | Н/Д | Н/Д | Н/Д |
| Одиночний розряд, жінки    | 470 | 320 | 200 | 120 | 60  | 1    | 20  | 12  | 8   | 1   |
| Парний розряд, жінки       | 470 | 320 | 200 | 120 | 1   | Н/Д  | Н/Д | Н/Д | Н/Д | Н/Д |

### Призові гроші
| Дисципліна                 | П        | Ф       | ПФ      | ЧФ      | 1/8     | 1/16   | Q3     | Q2     | Q1     |
| Одиночний розряд, чоловіки | $78,800  | $41,540 | $22,500 | $12,810 | $7,550  | $4,470 | $720   | $345   | Н/Д    |
| Парний розряд, чоловіки *  | $23,950  | $12,590 | $6,820  | $3,900  | $2,290  | Н/Д    | Н/Д    | Н/Д    | Н/Д    |
| Одиночний розряд, жінки    | $162,987 | $87,021 | $46,487 | $24,944 | $13,393 | $7,299 | $3,812 | $2,027 | $1,134 |
| Парний розряд, жінки *     | $51,022  | $27,212 | $14,881 | $7,582  | $4,110  | Н/Д    | Н/Д    | Н/Д    | Н/Д    |

* на пару

## Учасники основної сітки в рамках чоловічого турніру

### Сіяні учасники
| Країна          | Гравець              | Рейтинг1 | Посіяний |
| --------------- | -------------------- | -------- | -------- |
| Велика Британія | Енді Маррей          | 3        | 1        |
| Канада          | Мілош Раоніч         | 13       | 2        |
| Франція         | Жиль Сімон           | 16       | 3        |
| Україна         | Олександр Долгополов | 18       | 4        |
| Японія          | Кей Нісікорі         | 19       | 5        |
| Німеччина       | Флоріан Маєр         | 28       | 6        |
| Австрія         | Юрген Мельцер        | 29       | 7        |
| Словаччина      | Мартін Кліжан        | 30       | 8        |

- 1 Рейтинг подано станом на 24 грудня 2012

### Інші учасники
Нижче наведено учасників, які отримали вайлдкард на участь в основній сітці:
- Меттью Ебден
- Ллейтон Г'юїтт
- Ben Mitchell

Нижче наведено гравців, які пробились в основну сітку через стадію кваліфікації:
- Раян Гаррісон
- Деніс Кудла
- Джессі Лівайн
- Джон Міллман

Учасники, що потрапили до основної сітки як щасливий лузер:
- Ігор Куніцин

### Відмовились від участі
До початку турніру
- Поль-Анрі Матьє (особисті причини)
- Радек Штепанек (очна інфекція)

### Знялись
- Яркко Ніємінен (мігрень)
- Кей Нісікорі (травма лівого коліна)

## Учасники основної сітки в парному розряді

### Сіяні пари
| Країна          | Гравець               | Країна          | Гравець       | Рейтинг1 | Сіяні |
| --------------- | --------------------- | --------------- | ------------- | -------- | ----- |
| США             | Ерік Буторак          | Австралія       | Пол Генлі     | 77       | 1     |
| Велика Британія | Колін Флемінг         | Велика Британія | Джеймі Маррей | 102      | 2     |
| Колумбія        | Хуан Себастьян Кабаль | Колумбія        | Роберт Фара   | 110      | 3     |
| Росія           | Михайло Єлгін         | Узбекистан      | Денис Істомін | 116      | 4     |

- 1 Рейтинг подано станом на 24 грудня 2012

### Інші учасники
Нижче наведено пари, які отримали вайлдкард на участь в основній сітці:
- Кріс Гуччоне /  Ллейтон Г'юїтт
- Меттью Ебден /  Марінко Матосевич

Наведені нижче пари отримали місце як заміна:
- Джон Пірс /  Джон-Патрік Сміт

### Відмовились від участі
- Радек Штепанек (очна інфекція)

### Знялись
- Кей Нісікорі (травма лівого коліна)

## Учасниці основної сітки в рамках жіночого турніру

### Сіяні учасниці
| Країна    | Гравчиня          | Рейтинг1 | Посіяна |
| --------- | ----------------- | -------- | ------- |
| Білорусь  | Вікторія Азаренко | 1        | 1       |
| Росія     | Марія Шарапова    | 2        | 2       |
| США       | Серена Вільямс    | 3        | 3       |
| Німеччина | Анджелік Кербер   | 5        | 4       |
| Італія    | Сара Еррані       | 6        | 5       |
| Чехія     | Петра Квітова     | 8        | 6       |
| Австралія | Саманта Стосур    | 9        | 7       |
| Данія     | Каролін Возняцкі  | 10       | 8       |

- 1 Рейтинг подано станом на 24 грудня 2012

### Інші учасниці
Нижче наведено учасниць, які отримали вайлдкард на участь в основній сітці:
- Ярміла Ґайдошова
- Олівія Роговська

Нижче наведено гравчинь, які пробились в основну сітку через стадію кваліфікації:
- Бояна Бобушич
- Ксенія Первак
- Ольга Пучкова
- Моніка Пуїг

Учасниці, що потрапили до основної сітки як щасливий лузер:
- Леся Цуренко

### Відмовились від участі
До початку турніру
- Марія Шарапова (травма правої ключиці)

Під час турніру
- Вікторія Азаренко (травма пальця ноги)

## Учасниці основної сітки в парному розряді

### Сіяні пари
| Країна    | Гравчиня             | Країна  | Гравчиня                   | Рейтинг1 | Сіяна |
| --------- | -------------------- | ------- | -------------------------- | -------- | ----- |
| Італія    | Сара Еррані          | Італія  | Роберта Вінчі              | 3        | 1     |
| США       | Лізель Губер         | Іспанія | Марія Хосе Мартінес Санчес | 23       | 2     |
| США       | Ракель Копс-Джонс    | США     | Абігейл Спірс              | 27       | 3     |
| Німеччина | Анна-Лена Гренефельд | Чехія   | Квета Пешке                | 35       | 4     |

- 1 Рейтинг подано станом на 24 грудня 2012

### Інші учасниці
Нижче наведено пари, які отримали вайлдкард на участь в основній сітці: − 
- Ярміла Ґайдошова /  Олівія Роговська

## Переможці та фіналісти

### Одиночний розряд, чоловіки
- Енді Маррей —  Григор Димитров 7–6(7–0), 6–4
- Для Маррея це був 25-й титул у кар'єрі.

### Одиночний розряд, жінки
- Серена Вільямс —  Анастасія Павлюченкова 6–2, 6–1
- Для Серени це був 47-й титул у кар'єрі.

### Парний розряд, чоловіки
- Марсело Мело /  Томмі Робредо —  Ерік Буторак /  Пол Генлі, 4–6, 6–1, [10–5]

### Парний розряд, жінки
- Бетані Маттек-Сендс /  Саня Мірза —  Анна-Лена Гренефельд /  Квета Пешке 4–6, 6–4, [10–7]